# پائولین کرلی
پائولین کِرلی (انگلیسی: Pauline Curley؛ ۱۹ دسامبر ۱۹۰۳ – ۱۱ دسامبر ۲۰۰۰) یک هنرمندِ وودویل و هنرپیشه اهل ایالات متحده آمریکا بود. وی بین سال‌های ۱۹۱۲ تا ۱۹۲۹ میلادی فعالیت می‌کرد.